# Piran
Piran (italsky Pirano, německy Pirian) je město na výběžku slovinského pobřeží s typickými úzkými uličkami. Od dob italské nadvlády zde sídlí italská menšina a názvy ulic jsou zde dvojjazyčné. Na vyvýšenině nad Piranem se nachází katedrála sv. Jiří, která je dominantou města.
Město má také pro stísněná přímořská městečka netypické velké kruhové náměstí. Je i větší, než bývá v přímořských městech tohoto typu zvykem. Na jeho místě byl totiž kdysi přístav pro rybářské lodě, původně slanisko, který byl kvůli nečistotám a zápachu v roce 1894 zasypán. Na jeho místě poté stálo nádraží tramvaje vedoucí k nádraží místní dráhy do Koperu. Po zrušení dráhy byl prostor využit pro náměstí, na kterém dnes stojí socha místního rodáka, slavného italského houslisty Giuseppe Tartiniho.

## Historie
Poprvé se o římském městě Piranon zmiňuje Anonymus z Ravenny v 7. století. Osídlení zde mělo začít v 5. století po Kristu, když se po pádu Římské říše stáhli Římané do opevněných pobřežních měst. Během byzantské nadvlády se stal Piran opevněným Castrem. V okolí se usazovali Slované. Roku 788 Istrii dobyli Frankové. Piran se později spojil s Benátkami, roku 1192 se stal svobodným městem, ale po roce 1283 se znovu dostal do benátského vlivu. Od 15. do 17. století město sužovaly nepokoje mezi aristokracií a lidem. Roku 1692 se zde narodil houslista a hudební skladatel Giuseppe Tartini. Rakousku patřilo město po pádu Benátek od roku 1797 do roku 1805, poté bylo okupováno až do roku 1813 Francouzi. Následně připadlo opět Rakousku. Prosperita se do města vrátila díky obnově solných plání v Sečovlje a díky přivedení železnice z Terstu do Poreče. Po první světové válce připadl Piran Itálii. Po druhé světové válce se stal nejprve součástí tzv. Zóny B Svobodného území Terst pod jugoslávskou správou, poté v roce 1954 se stal integrální součástí Jugoslávie a v jejím rámci Slovinské lidové (od roku 1963 Slovinské socialistické) republiky. Po osamostatnění Slovinska v roce 1991 zůstal Piran součástí současné Slovinské republiky.

## Památky
V Piranu je množství památek:
- Benátský dům (Tartinijev trg) – dům z poloviny 15. století, má benátská gotická okna a rohový balkon.
- Městský palác (Tartinijev trg) – stavba z roku 1879 od architekta G. Righettiho, odráží silný vliv vídeňského stylu. Palác vznikl na místě někdejší benátské románsko-gotické radnice z konce 13. století.
- Budova soudního dvora (Tartinijev trg) – vystavěna v letech 1885 až 1891.
- Kostel svatého Petra (Tartinijev trg) – stavba z roku 1272, přestavěna klasicistně v roce 1818.
- Tartiniho rodný dům (Tartinijev trg) – zde se narodil houslista a hudební skladatel Giuseppe Tartini. Je zde jeho pamětní sál s výstavkou osobních předmětů (housle, noty, obrázky atd.).
- Kostel svatého Jiří – kostel vypínající se nad městem vznikl už asi ve 12. století. Dnešní vzhled má z roku 1637. Zvonice pochází z roku 1608 a stojí odděleně od kostela a má být zmenšenou kopii benátské kampanily u kostela San Marca. Interiér kostela je bohatě zdoben, má sedm mramorových oltářů z roku 1737, malby od italských a nizozemských mistrů ze 17. až 19. století.
- Baptisterium – umístěné za kostelem svatého Jiří. Vzniklo roku 1650. Je zde uchováván gotický krucifix z roku 1370 a římský sarkofág z 1. poloviny 2. století po Kristu.
- Kostel Panny Marie Sněžné – stavba z roku 1404, v 17. století barokizována. Vevnitř se nachází množství maleb, na gotickém vítězném oblouku dvě malby Ukřižování na dřevě z roku 1460.
- Kostel svatého Františka z Assisi s klášterem (Bolniška ul.) – stavba začala roku 1301, současný vzhled budov pochází z 19. století, vnitřní vybavení je převážně ze 17. století. Uvnitř kostela zasluhuje pozornost baldachýn před hlavním oltářem a obraz Panny Marie se všemi svatými od malíře Vitorria Carpaccia z roku 1518.
- Prvomajski trg – střed staré části města Punta s cisternou na dešťovou vodu z roku 1775 se sochami a dvěma kašnami.
- Mys Cape Madona – mys se středověkým opevněním, renovovaným roku 1671, novogotickým majákem a kostel sv. Klementa (P. Marie) ze 13. století, přestavovaný v roce 1773 a 1890.
- Hradby – asi dvousetmetrový úsek hradeb zachovaný z původních dvou kilometrů. Městské hradby byly dokončovány v letech 1470 až 1534. Součástí zachovalých hradeb je brána Rašporska vrata. Nejstarší část města (Punta) byla opevněna zřejmě již v 7. století.
- Akvárium (Kidričevo nabrežje č. 4) – s několika nádržemi a 140 druhy mořských živočichů a rostlin[zdroj?].

## Galerie

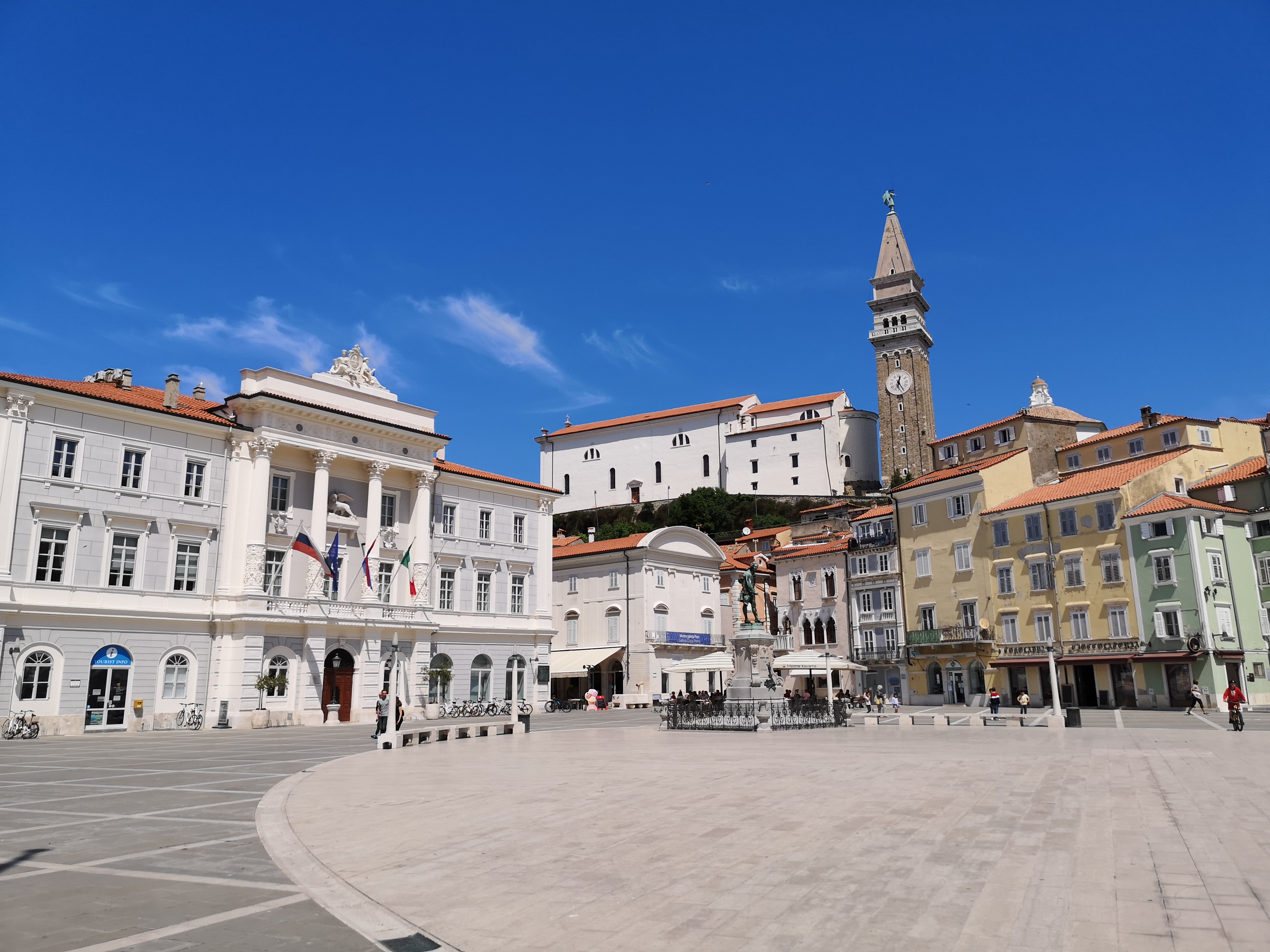
Tartinijev trg s katedrálou sv. Jiřího a sochou G. Tartiniho
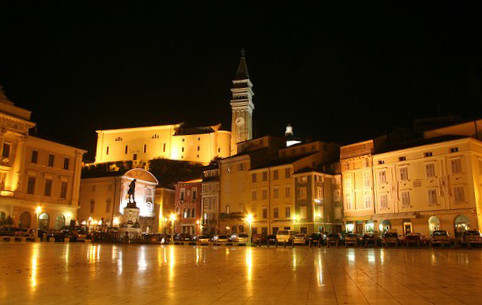
Tartinijev trg v noci
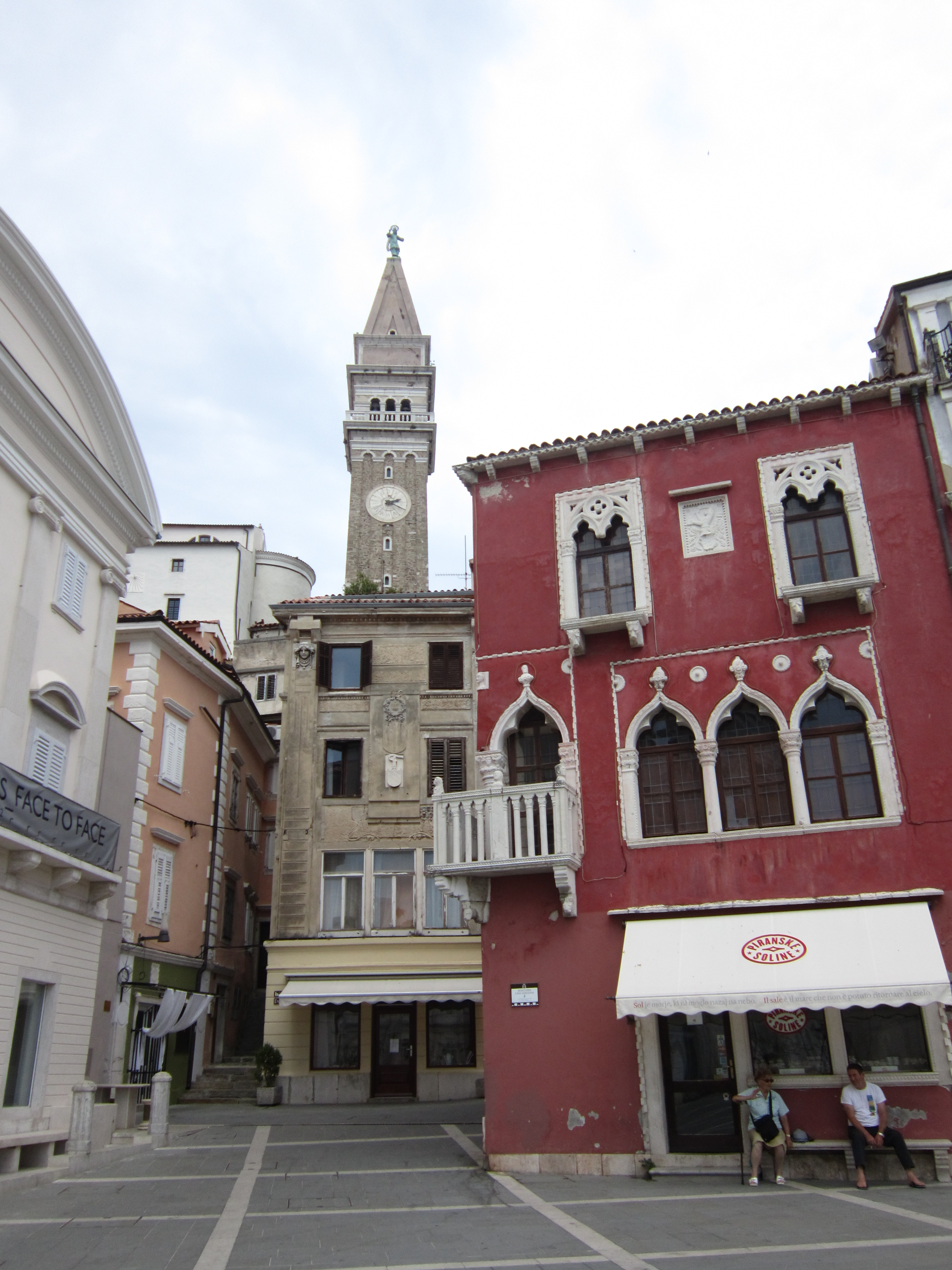
Typická benátská architektura ve městě